# Кристиана Капуанская
Кристиана Капуанская (итал. Christiana di Capua, годы жизни неизвестны) — королева Венгрии, первая жена венгерского короля Иштвана II.

## Краткая биография
Дочь Роберта I, князя Капуи. Вышла замуж в 1105 году за будущего короля Венгрии Иштвана II. В браке с Иштваном детей у них не было, и в 1121 году Иштван развёлся с Кристианой, женившись на Адельгейде Риденбургской. Однако этот брак также не дал наследников Иштвану, и он умер бездетным. После его смерти наследником трона стал Бела II, двоюродный брат Иштвана, который ранее был ослеплён дядей Кальманом I за неповиновение.